# Bow Range
Bow Range är en bergskedja i provinserna Alberta och British Columbia i Kanada. Den sträcker sig från Kicking Horse Pass i nordväst till Vermilion Pass i sydost. På bergens östra sida i Alberta rinner Bow River som givit bergskedjan sitt namn. I British Columbia på västra sidan begränsas bergen av vattendragen Ochre Creek, Ottertail River, McArthur Creek och Cataract Brook. Området täcker lite mer än 700 kvadratkilometer. Den högsta toppen är Mount Temple, 3 543 meter över havet.